# Bol'šaja Čukoč'ja
La Bol'šaja Čukoč'ja (grande Čukoč'ja; anche Rėvum-Rėvu o semplicemente Čukoč'ja) è un fiume della Russia siberiana settentrionale (Repubblica Autonoma della Jacuzia), tributario del mare della Siberia Orientale. Sfocia nel golfo della Kolyma.
Nasce dal lago Usun-Kjuėl, nella parte orientale del bassopiano della Kolyma; scorre successivamente con direzione mediamente nordorientale attraverso questa vasta regione pianeggiante, con un corso molto sinuoso, frequentemente interessato da impaludamenti e ricchissimo di laghi (circa 11.500, per una superficie complessiva di circa 3.600 km²). I principali affluenti sono Olër (229 km) e Semen-Jurjach (121 km) dalla sinistra idrografica, Savva-Jurjach (106 km) dalla destra. Nel bacino del fiume è compreso il lago Bol'šoe Morskoe (206 km²).
A causa del clima molto rigido il fiume scorre in una zona pressoché completamente spopolata; le condizioni climatiche causano lunghi periodi di gelo ogni anno, mediamente nel periodo compreso fra i primi di ottobre e la fine di maggio.